# Saltdal
Saltdal é uma comuna da Noruega, com 2 213 km² de área e 4 823 habitantes (censo de 2004).         